# Peter Alexander von Itzenplitz

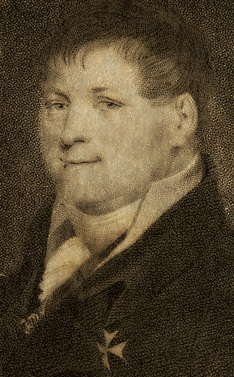
Peter Alexander von Itzenplitz

Graf Peter Ludwig Alexander Johann Friedrich von Itzenplitz (* 24. August 1768 in Groß Behnitz; † 14. September 1834 ebenda) war ein brandenburgischer Adliger und Gutsherr. Er war der Sohn von Friedrich Wilhelm Gottfried von Itzenplitz (1740–1772) und dessen Frau Auguste Luise von Eickstedt. Sein Großvater war der preußische General August Friedrich von Itzenplitz.

## Leben

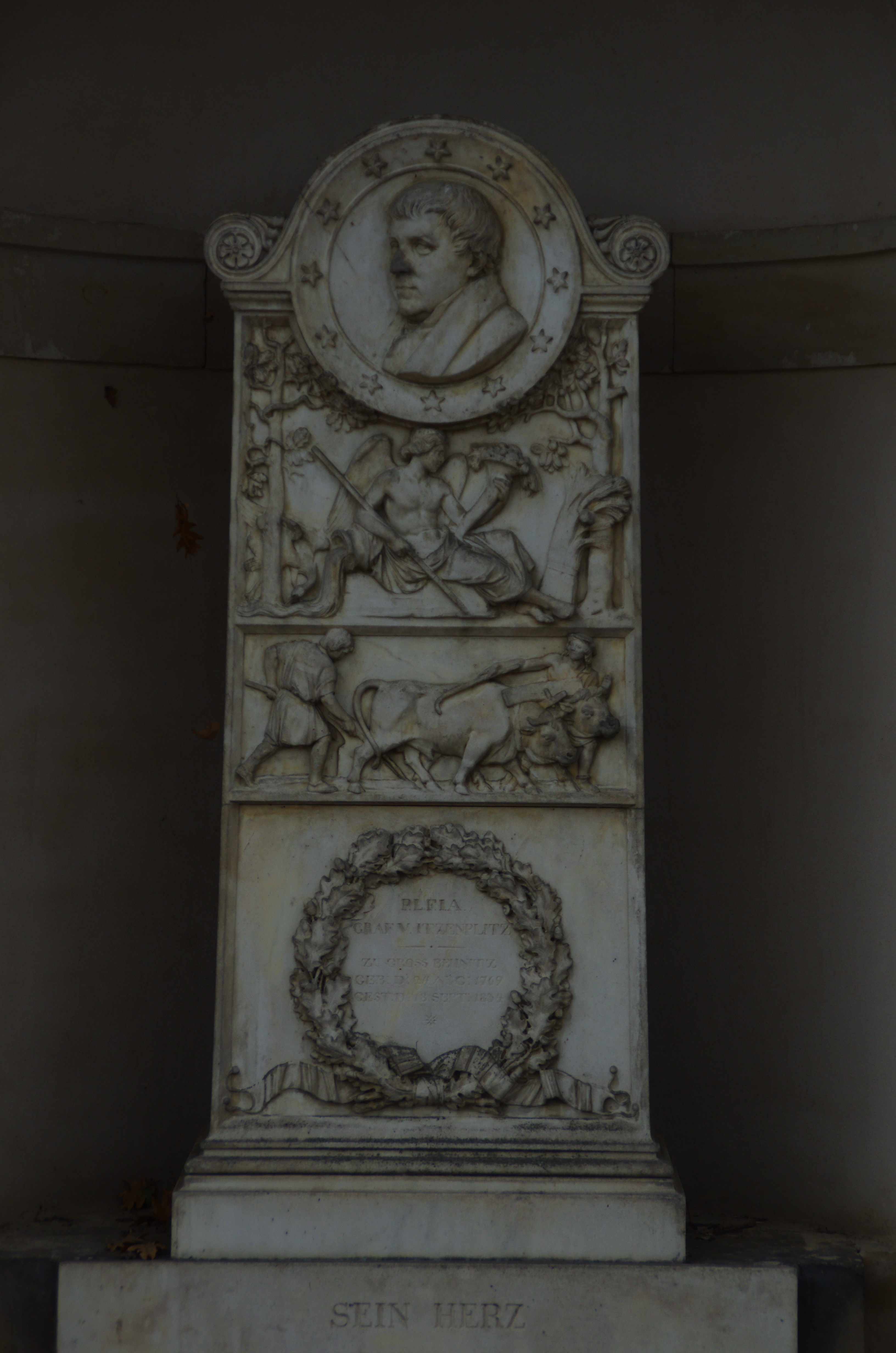
Das Grabmal in Kunersdorf von Christian Daniel Rauch

Peter Alexander von Itzenplitz heiratete am 23. September 1792 Henriette Charlotte von Borcke und übernahm damit von seiner Frau auch Schloss Kunersdorf bei Bliesdorf. Das Ehepaar blieb vorerst auf den Gütern des Mannes im Havelland, unternahm jedoch kurz nach der Hochzeit eine mehr als einjährige Reise nach Holland und England, um die dortigen landwirtschaftlichen Verhältnisse zu studieren.
Von 1794 bis 1804 war Itzenplitz dann Landrat des havelländischen Kreises. Im Hause seiner Schwiegermutter Frau von Friedland in Kunersdorf lernte er Albrecht Daniel Thaer kennen, mit dem er sich anfreundete und den er 1804 nach Möglin holte.
1810 wurde Itzenplitz zum Geheimen Staatsrat und Generalintendanten der Domainen und Forsten ernannt. Dieses Amt übte er vier Jahre lang aus. Ein Jahr später, am 21. Juni 1815, wurde er in den Grafenstand erhoben.
Seit 1815 lebte er vor allem auf Gut Kunersdorf. Er wandelte schon vor der entsprechenden Gesetzgebung die üblichen Gutsdienste seiner Bauern in „mäßige Geld- und Kornabgaben“ um.
Er starb in Groß Behnitz und wurde ein Jahr darauf 1835 im Erbbegräbnis der Familie von Lestwitz-Itzenplitz in Kunersdorf, vormals Cunersdorf, begraben. Sein Grabdenkmal schuf Christian Daniel Rauch.
Sein Sohn Heinrich August Friedrich (1799–1883) übernahm die Herrschaft nach dem Tode des Vaters und wurde 1862 wenige Monate preußischer Landwirtschaftsminister, anschließend zehn Jahre lang preußischer Handelsminister.

## Familie
Aus seiner Ehe mit Henriette Charlotte von Borcke hatte er folgende Kinder:
- Friedrich Joseph Johann Karl (* 16. September 1793; † 1875)[3]

⚭ 3. Dezember 1833 Marie Editha von Angern  (* 21. Januar 1804; † 22. Januar 1839)
⚭ 28. Dezember 1841 Gräfin Marie von Hacke (* 28. September 1817; † 1847)
- Charlotte Amalie (* 3. Dezember 1795) ⚭  7. November 1813 Ludwig von Dziembowski
- Auguste Sophie (* 22. September 1797; † 1873) ⚭ 1822 August Werner von Meding (1792–1871)[4]
- Heinrich August  (1799–1883)

⚭ Marianne Amalie von Bernstorff (1805–1831)
⚭ Luise von Francken-Sierstorpff  (1811–1848)
⚭ Marie von Kröcher  (1812–1853)